# Žít svůj život
Žít svůj život (ve francouzském originále Vivre sa vie: film en douze tableaux) je francouzský hraný film z roku 1962, který napsal a natočil režisér Jean-Luc Godard. Hráli v něm Godardova manželka Anna Karina, Sady Rebbot, André S. Labarthe a další. Pojednává o mladé Pařížance Naně, která opustí svého manžela a malého syna s nadějí, že se stane herečkou. Jelikož není schopna s herectvím začít, začne se živit prostitucí. Hudbu k filmu složil Michel Legrand a jeho kameramanem byl Godardův dlouholetý spolupracovník Raoul Coutard.